# Anguloa
Anguloa es un género con unas 11 especies de orquídeas epífitas simpodiales.  Se distribuyen en las selvas húmedas de las montañas de Suramérica. Se la conoce como la  "Orquídea Tulipán " y está muy próxima al género Lycaste.

## Descripción
Son orquídeas grandes de tamaño, de hábitos terrestres, y a veces epífitas con pseudobulbos carnosos mayores de 20 cm. Las hojas son grandes, lanceoladas y picudas y en una planta de desarrollo pleno pueden alcanzar más de 1 m de longitud. De la base de cada pseudobulbo se desarrollan de 2 a 4 hojas. Las hojas son caducas, y se mudan al inicio de cada nuevo desarrollo.
Las flores de estas orquídeas tienen una apariencia cérea y presentan dos gradientes de color : blanco verdoso y  de amarillo a rojo. Una sola flor en la  inflorescencia surge desde la base de cada nuevo pseudobulbo. Las Anguloas blancas tienen 6  inflorescencias por pseudobulbo, las otras pueden producir 12  inflorescencias. Los sépalos tienen forma bulbosa, semejando un  tulipán. El labelo es trilobulado. La columna tiene 4 polinias.
Las flores tienen una fuerte fragancia a  canela.

## Hábitat y distribución
Se desarrollan en  las selvas  húmedas de las montañas de Colombia, Venezuela, Ecuador y  Perú. Pueden ser Terrestres o epífitas.

## Taxonomía
El género fue descrito por Ruiz y Pav. y publicado en Florae Peruvianae, et Chilensis Prodromus 118. 1794.
Etimología
El nombre Anguloa (abreviado Ang.), le fue dado en honor de  "Francisco de Angulo", director de las minas de Perú y un aficionado a las orquídeas del tiempo en que llegaron  Ruiz y Pav. a ese país.
Nombre común:
- Español: Orquídea Tulipán, Cuna de Venus.

## EspeciesAnguloa
Especie tipo: Anguloa uniflora Ruiz & Pavon 1798  
- Anguloa brevilabris (Colombia).
- Anguloa cliftonii (Colombia).
- Anguloa clowesii  (Colombia a NW. Venezuela).
- Anguloa dubia (Colombia).
- Anguloa goldschmidtiana (Colombia).
- Anguloa hohenlohii (Colombia a NW. Venezuela).
  - Anguloa hohenlohii var. hohenlohii (Colombia a NW. Venezuela) Pseudobulbo epífita
  - Anguloa hohenlohii var. macroglossa (Colombia). Pseudobulbo epífita
- Anguloa purpurea (Venezuela).
- Anguloa × ruckeri (A. clowesii × A. hohenlohii) (Colombia a Venezuela).
- Anguloa sagittata (Colombia).
- Anguloa tognettiae (Venezuela).
- Anguloa uniflora (Colombia a Perú).
- Anguloa virginalis (W. Suramérica a Venezuela).